# Рауффманн, Райнер
Райнер (Маркос) Рауффманн (нем. Rainer (Markos) Rauffmann, греч. Ράινερ (Μάρκος) Ράουφμαν; 26 февраля 1967, Клеве, ФРГ) — немецкий и кипрский футболист, выступавший за сборную Кипра. В настоящее время работает скаутом в «Омонии».

## Биография

### Клубная карьера
Воспитанник немецкого футбола. Профессиональную карьеру начинал в клубе «Амберг», в третьей лиге ФРГ. После объединения Германии, в 1991 году перешёл в клуб второй Бундеслиги «Блау-Вайсс 1890», где провёл один сезон. В 1992 году подписал контракт с другим клубом второй Бундеслиги «Меппен», где провёл три сезона и сыграл более 100 матчей. В 1995 году перешёл в клуб высшей лиги Германии «Айнтрахт Франкфурт», за который сыграл 26 матчей и забил 4 гола. По итогам сезона «Айнтрахт» вылетел из лиги, заняв 17 место из 18 команд. После вылета «Айнтрахта», игрок подписал контракт с другим клубом высшей лиги «Арминия», но в его составе провёл лишь 4 матча и вскоре был отдан в аренду до конца сезона в австрийский ЛАСК.
Летом 1997 года Рауффманн переехал на Кипр, где стал игроком столичной «Омонии». В первые четыре сезона игрок становился лучшим бомбардиром чемпионата Кипра, забивая в среднем более 1 гола за матч. За «Омонию» Рауффманн выступал вплоть до окончания игровой карьеры в 2004 году. В составе клуба дважды стал чемпионом и один раз обладателем Кубка Кипра.

### Карьера в сборной
После нескольких лет жизни на Кипре, Рауффманн стал гражданином страны и 7 сентября 2002 года дебютировал за сборную Кипра, выйдя в стартовом составе на матч отборочного турнира Чемпионата Европы 2004 против сборной Франции (1:2). Всего провёл за сборную 5 матчей и забил 3 гола.

## Достижения
«Омония» Никосия
- Чемпион Кипра (2): 2000/2001, 2002/2003
- Обладатель Кубка Кипра (1): 1999/2000
- Обладатель Суперкубка Кипра (2): 2001, 2003

### Личные достижения
- Лучший бомбардир чемпионата Кипра (4): 1997/1988 (42 гола), 1998/1999 (35 голов), 1999/2000 (34 гола), 2000/2001 (30 голов)